# Arrapha

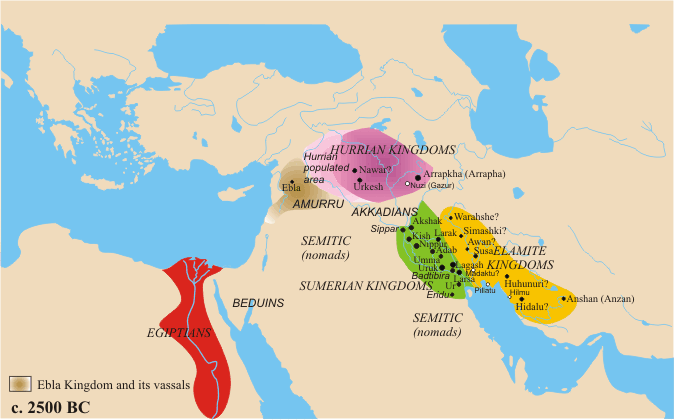
Regnes Hurrites

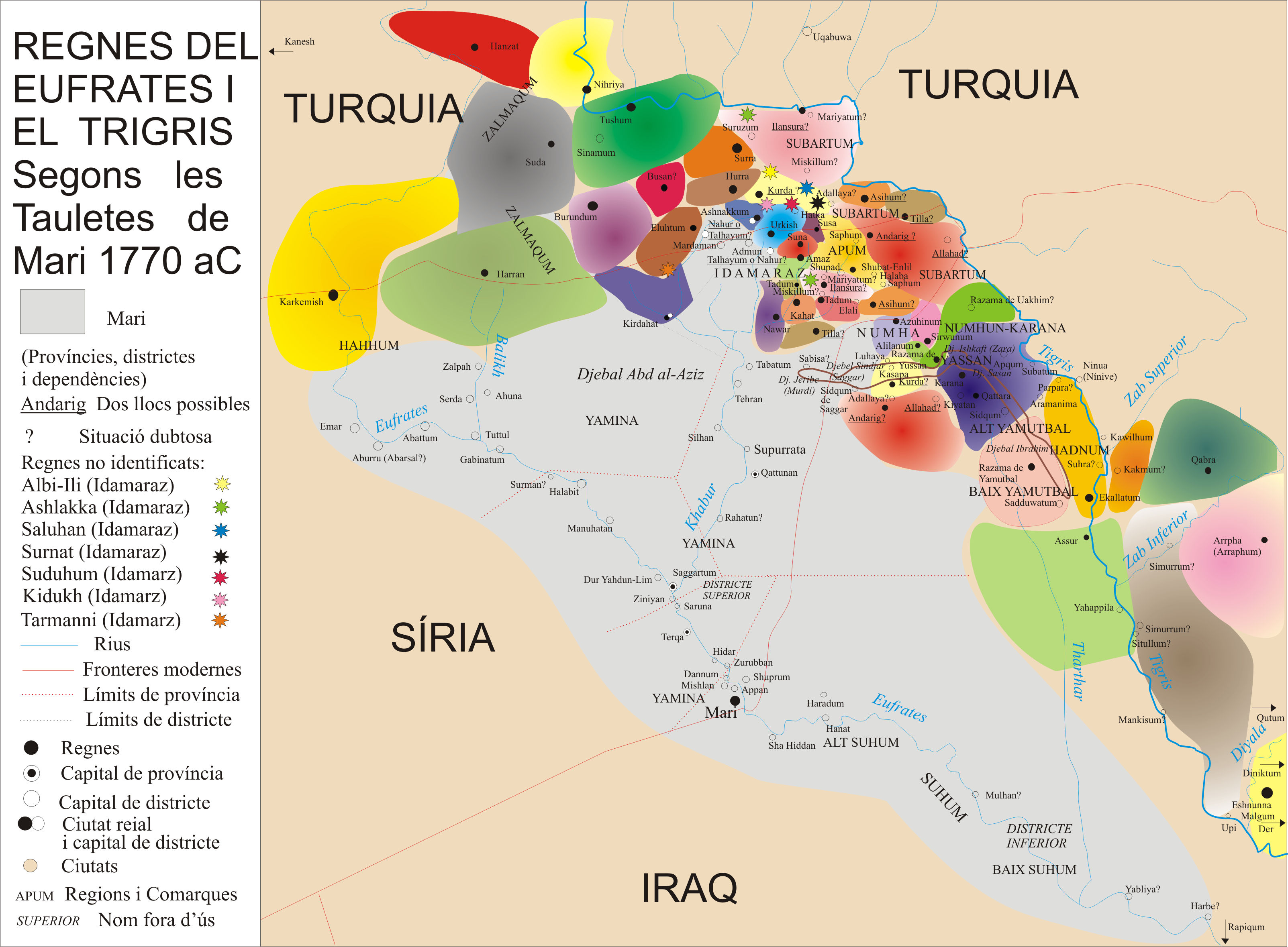
Mapa general vers 1770 aC

Arrapha o Arrapkha fou una ciutat estat i regne de la part oriental del Tigris esmentat cap al 1800 aC propera a la moderna ciutat de Kirkuk. El nom deriva de l'antic assiri (Arabkha). Els seus habitants s'anomenaven arrapheus.
Els hurrites es van establir a la zona vers el 2200 aC després de la caiguda d'Akkad. Fou un regne hurrita que apareix esmentat a les tauletes de Mari el segle xviii aC. La caiguda de Babilònia poc després del 1600 aC va afavorir de moment al regne però vers el 1500 aC ja era vassall de Mitanni al que fou annexionat després del 1450 aC sota el rei Sausatatar. Les excavacions de Yorgan Tepe, l'antiga Nuzi, han posat a la llum molts objectes hurrites.
El 1948, un barri de Kirkuk construït com a residència de treballadors per la North Oil Company fou batejat amb el nom d'Arrapha. Actualment la majoria dels seus habitants són assiris cristians.

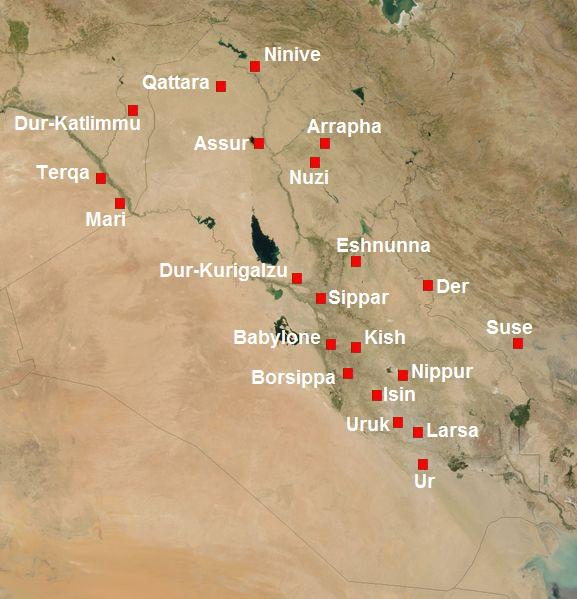
Localització d'Arrapha a Mesopotàmia

## Reis
- Kipi-Teshshup?
- Iti-Teshshup